# Іванчук Василь Михайлович
Іванчу́к Васи́ль Миха́йлович (нар. 18 березня 1969 у м. Копичинці, Тернопільська область) — український шахіст, міжнародний гросмейстер.
Віце-чемпіон світу за версією ФІДЕ 2002 року (у фіналі поступився українцеві Руслану Пономарьову). Чемпіон Європи 2004 року. Чемпіон світу з бліцу 2007 року. Чемпіон світу зі швидких шахів 2016 року. Триразовий переможець супертурніру в Лінаресі. Чотириразовий переможець шахових олімпіад: 1988 і 1990 років у складі збірної СРСР, 2004 і 2010 років — збірної України.
Один із найсильніших українських шахістів усіх часів, у 1990–2000-х роках входив у десятку найкращих шахістів планети. На думку фахівців, один із «геніїв шахів».

## Рейтинг
Рейтинг станом на січень 2025 року:
- класичні шахи — 2619 (130-те місце у світі, 6-те в Україні);
- швидкі шахи (рапід) — 2631 (75-те місце у світі, 6-те в Україні);
- блискавичні шахи (бліц) — 2642 (60-те місце у світі, 4-те в Україні);

## Кар'єра

### Юність
Народився 18 березня 1969 року в місті Копичинці Тернопільської області (нині Україна, тоді УРСР). Батько, юрист за освітою, працював у різних містах Тернопільщини (Бучачі, Бережанах, Козові, Шумську). Саме він навчив Василя грати в шахи, коли тому було шість років. Розвитку логіки сприяла мама, вчителька фізики. Шахіст ще з дитинства мав чудову пам'ять, наприклад, пам'ятав усі партії рекордного матчу на першість світу (48 партій), Карпов — Каспаров 1984/85 року. Першим тренером був Олег Калінін, з яким він почав займатися з 1979 року в Тернопільському шаховому клубі «Авангард».
З юних літ, коли проживав у невеликих містечках, де не було досвідчених тренерів, привчився до самостійної аналітичної роботи: «Я вчився на партіях Ботвинника, його методах підготовки, вивчав творчість і інших чемпіонів світу».
У 16-річному віці став першим на юніорському чемпіонаті СРСР і посів третє місце в українській першості.
Навчався, зокрема, в Тернопільській СШ № 11. Закінчив шаховий факультет Львівського інституту фізкультури.
Переміг у першості Європи 1986/87 року серед юнаків, потім показав блискучий результат на відкритій першості Нью-Йорка 1988 року, де пройшов 9 турів без поразок і, набравши 7,5 очків, випередив Б. Ларсена, Е. Торре, Р. Бірна, Ф. Георгіу та інших гросмейстерів. Коментуючи підсумки турніру, газета «Нью-Йорк Таймс» відзначала «його глибоке розуміння позиції, добре знання дебютів. Він жодного разу не відчував нестачі часу на обдумування. Схоже на те, що В. Іванчук найближчим часом стане ще однією зіркою радянських шахів».
Того ж року Іванчук змагався за перше місце у чемпіонаті світу серед юніорів в Аделаїді, але програв на тай-брейку французькому шахісту Жоелю Лотьє. Також у 1988 році він здобув звання міжнародного гросмейстера.

### Перші великі успіхи
За три роки (1989–1991) молодий Іванчук ввійшов в шахову еліту, ставши за рейтингом третім шахістом світу. Серед його найбільших успіхів — 2-е місце в Лінаресі (1989, попереду Карпова), 1–2-е у Білі (1989, разом з Полугаєвським), 1–2-е на міжнародному турнірі в Манілі (1990, разом з Гельфандом). Ще одна блискуча перемога в Лінаресі 1991 року (попереду Каспарова і Карпова), 1–2-е — в Рейк'явіку на Кубку світу (1991, разом з Карповим). У 1990 році він очолив збірну СРСР на Всесвітній олімпіаді в м. Новий Сад і показав прекрасний результат на 1-й дошці (+5, −1, = 4, 70%), ставши вдруге чемпіоном шахових Олімпіад (вперше в 1988 році).

### 1990–2000
У претендентському циклі 1991-92 років Іванчук вважався одним з головних фаворитів. Однак, перемігши в одній восьмій фіналу Л. Юдасіна, Василь у чвертьфіналі після впертої боротьби в додаткових партіях поступився А. Юсупову. Іванчук зрозумів, що на шляху до шахових вершин йому потрібно ще чимало працювати і перш за все досягти універсальності стилю та психологічної стійкості. Заважало й інше. Як він зізнався: «Надто великий був ажіотаж, створений навколо моїх перспектив дійти до матчу з чемпіоном світу. Земляки-львів'яни навіть створили спеціальний фонд сприяння. Загалом, я, напевно, перегорів».

В.Іванчук — переможець Софії-2008

На початку 1990-х років його дружиною була Аліса Галлямова — випускниця Казанського університету, одна з найсильніших шахісток світу, яка виступала під прізвищем Галлямова-Іванчук. Вона стала помічницею, готуючи за допомогою комп'ютера для Василя інформаційно-творчу характеристику провідних сучасних шахістів. У них народився син, але, на жаль, сімейного життя не вийшло. Як зізналася Аліса, для Василя шахи завжди  на першому місці…
У 2007 році Іванчук одружився вдруге.
Сам Іванчук скаже, що шахи — «велика частина мого життя, але не вся. Є й інші речі, які мене цікавлять. Люблю почитати, сходити в театр, послухати хорошу музику». Його цікавить філософія — Платон, Сократ… Вважає, що читання філософів заспокоює, часом і сам розмірковує про шахові проблеми, як філософ: «На мій погляд, змагатися з комп'ютером просто безглуздо. Коли грають двоє людей — це ж не тільки шахові ходи? Це підготовка, емоції, переживання … А коли граєш з комп'ютером, виникає досить дивна ситуація: з одного боку — людина, наділена всіма згаданими якостями, а навпроти — шмат заліза, якому все ніпочому. Ніякої духовної спільності! Шахісту високого класу взагалі немає сенсу грати з комп'ютером. У шахах я більше реаліст, ніж романтик, намагаюся об'єктивно оцінювати ситуацію на шаховій дошці.
Класичні шахи аж ніяк не вичерпали свої можливості, їх рано змінювати на "швидкі". Як жанр "швидкі" шахи мають право на існування завдяки своїй видовищності, але не більше. З повагою ставлюся до обидвох „К“, але не терплю політики в шахах».
В. Іванчук був єдиним гросмейстером, який направив протест президентові ФІДЕ Кампоманесу, що назвав матч Карпова з Тімманом «Матчем на першість світу».
«Він оригінальний у житті, на все має свою точку зору, його гра насичена яскравими барвами. Він може приголомшити будь-якого суперника, як, наприклад, на турнірі у Вейк-ан-Зеє здивував Широва», — написав про нього Гарі Каспаров. Серед шахістів Іванчука називають «Великий Чакі» (Big Chucky).

### 2001–2010
2001 року у складі збірної України став переможцем командного чемпіонату світу в Єревані.
2002 року Іванчук протистояв іншому українцеві, Руслану Пономарьову, у фінальному матчі чемпіонату світу з шахів за версією ФІДЕ, однак поступився співвітчизнику з рахунком 2,5 : 4,5 (+0-2=5).
У грудні 2003 року Василь став переможцем турніру зі швидких шахів «XXII Меморіал Станіслава Галіковського», що проходив у Варшаві. У півфіналі Іванчук переміг Левона Ароняна з рахунком 2-1, а в фіналі ще одного вірменина Володимира Акопяна з рахунком 1½ на ½ очка.

У вишиванці на Олімпіаді-2010

У 2004 році Василь Іванчук вперше приводить збірну України до перемоги у шаховій Олімпіаді та стає триразовим переможцем шахових олімпіад. У 2004 році він також перемагає на індивідуальному чемпіонаті Європи, який проходив в Анталії
У грудні 2006 року з результатом 6½ очок з 10 можливих (+4-1=5) Іванчук вдруге стає переможцем Меморіалу Капабланки
У червні 2007 року Василь Іванчук із результатом 7½ очок із 11 можливих (+4-0=7) виграв представницький міжнародний турнір 18 категорії (середній рейтинг 2693,6) в українському Форосі.
Також у 2007 році втретє поспіль Василь перемагає на турнірі Меморіал Капабланки, та стає чемпіоном світу з бліцу, який проходив у рамках Меморіалу Таля.
У 2008 році стає переможцем турніру XX категорії в Софії, здобувши перемоги в перших п'яти партіях, та завершивши турнір із результатом 8 з 10, випередивши господаря турніру Топалова, а також Раджабова та Ароняна.
Того ж року в листопаді Іванчук здобуває подвійну перемогу на Меморіалі Таля, у програму якого входив турнір XX категорії з класичних шахів та кубок Світу з бліцу. Турнір із бліцу Іванчуку підкорився вдруге поспіль.
На 3-му міжнародному турнірі 19 категорії в Форосі, який відбувся в червні 2008 року, Василь Іванчук із результатом 7 очок із 11 можливих (+4-1=6) зайняв 2 місце, поступившись переможцеві 17-річному Магнусу Карлсену 1 очком.
У червні 2009 року Іванчук здобуває блискучу перемогу на турнірі XX категорії Kings Tournament, що проходив у румунському місті Базна. Набравши 7 очок з 10 можливих (+4-0=6), Василь випередив найближчого переслідувача Бориса Гельфанда на 1 очко, при цьому його турнірний перфоменс склав 2872 очка.
У серпні 2009 року Василь Іванчук із результатом 8½ з 13 очок (+4-0=9) переміг на 5-му етапі Гран-прі ФІДЕ, який відбувався в Джермуку.
Після програшу на Кубку світу ФІДЕ шістнадцятирічному філіппінцю Веслі Со у листопаді 2009 року українець дав настільки емоційне інтерв'ю, що багато журналістів вирішили, що шахіст вирішив завершити кар'єру. Але Іванчук заявив, що не збирається залишати спорт.
У листопаді 2010 року Іванчук у складі збірної України стає переможцем 39-ї шахової Олімпіади, яка проходила в Ханти-Мансійську (Росія). При цьому Василь показав найкращий результат на 1 дошці — 8 очок із 10 можливих (+7-1=2).
У грудні 2010 року з результатом 10,5 очок із 13 можливих (+9-1=3) посів 3-є місце на чемпіонаті Європи зі швидких шахів, що проходив у Варшаві, поступившись за додатковими показниками Золтану Алмаші та Вугара Гашимова.

### 2011
У січні 2011 року Василь Іванчук із результатом 5 очок із 9 можливих (+3-2=4) розділив 3-5 місця у 53-му міжнародному турнірі, що проходив у місті Реджо-Емілія., а також переміг на турнірі у Гібралтарі. Результат Іванчука 9 очок із 10 можливих. Перемігши в 8 партіях та зігравши двічі внічию, він закінчив турнір із турнірним перфоменсом — 2968 очок..
У травні 2011 року Іванчук здобуває перемогу на турнірі Меморіалі Капабланки в Гавані.
У вересні на Кубку Світу в Ханти-Мансійську Іванчук бере своєрідний реванш за 2002 рік перемігши Пономарьова в матчі за 3 місце з рахунком 2,5 / 1,5, та здобуває путівку на турнір претендентів за шахову корону.
На початку жовтня 2011 року Іванчук взяв участь в фінальному турнірі «Великого шолому» XXII категорії (середній рейтинг шахістів 2780,5) де зайняв 2 місце. Його турнірний результат +4-3=3, що в сумі склало 15 очок (3 очка за перемогу, 1 очко за нічию). Протягом турніру Іванчук переміг чинного чемпіона світу Віші Ананда, а також Левона Ароняна, Хікару Накамуру та Франсіско Вальєхо. Таку ж кількість очок набрав Магнус Карлсен, якому Іванчук на турнірі програв двічі.
Перше місце згідно з регламентом турніру було розіграно на тай-брейку, де Іванчук поступився Карлсену в партіях із бліцу з рахунком 0,5 на 1,5 очка.
Під час першої частини турніру у Сан-Паулу з Іванчуком та його дружиною Оксаною сталася неприємність: їх пограбували, забравши кілька сумок. На щастя в них не було паспорта Василя, і він зміг зіграти в другій частині турніру в Більбао, правда вже без дружини, у якої паспорт знаходився в тих сумках, і вона змушена була повернутися в Україну. «Не варто загострювати увагу на тому, що мене з дружиною пограбували, — написав Іванчук у своєму блозі. — Таке може трапитися з будь-ким і будь-де. На щастя, ми залишилися цілі та здорові, а грабіжники не відібрали практично нічого цінного. Із дійсно цінного в тих сумках були лише мої старі добрі шахи, якими я грав дуже давно. Але якщо так — то так. Можливо, вони стануть комусь у пригоді і допоможуть у вивченні шахової грамоти»

Дошка на будинку, де знаходиться шахова школа Василя Іванчука

У листопаді 2011 року брав участь в турнірі найпрестижнішої XXII категорії (середній рейтинг шахістів 2776) Меморіал Таля, де поділив 3-5 місце при 10 учасниках. Протягом турніру переміг Петра Свідлера, Хікару Накамуру та поступився Левону Ароняну.
Не дуже вдало виступив Іванчук на всесвітніх інтелектуальних іграх, які проходили в Пекіні в другій декаді грудня. У програму змагань входили турніри з рапіду, бліцу та грі наосліп. Василь будучи рейтинг-фаворитом (2775) зайняв 16, 7 та 8 місця відповідно при 16 учасниках (середній рейтинг учасників — 2727, категорія — XX).
25 грудня 2011 року у Львові Василь Іванчук відкрив свій шаховий клуб-школу для дітей віком від 5 до 16 років на базі загальноосвітньої школи № 62, що на вулиці Театральній, 15. Директором школи є дружина Василя Оксана Криницька. Навчання в школі проводитимуть шахісти високого рівня, серед котрих буде і Василь Іванчук.

### 2012
Новий 2012 рік Василь Іванчук зустрів у Італії, граючи на 54-му міжнародному турнірі XX категорії в місті Реджо-Емілія. Зіграв Василь на цьому турнірі не дуже вдало, посівши лише 5 місце при 6 учасниках. Хоча після 4 туру Василь лідирував, та прикра поразка в 5 турі від Хікару Накамури в партії, у якій Іванчук мав вагому перевагу, негативно позначилася на подальшій грі, та продовжилася серією ще трьох поразок поспіль. Лише в останньому турі Василю вдалося взяти реванш у Накамури, та з трішки кращим настроєм готуватися до наступного турніру в Вейк-ан-Зее, який розпочнеться в середині січня.
Турнір XXI категорії в Вейк-ан-Зее проходив із 13 по 29 січня 2012 року. Василь посів 5 місце серед 14 учасників, його результат: три перемоги (Навара, Гашимов, Гірі), одна поразка (Гельфанд) та дев'ять нічиїх (Раджабов, Карякін, Накамура, Карлсен, Камський, Ван Велі, Аронян, Каруана, Топалов).

У квітні 2012 року Василь Іванчук усьоме отримав приз «Шаховий Гетьман-2011», який вручається найкращому шахістові України.
У травні 2012 року Іванчук ушосте здобуває перемогу на турнірі Меморіалі Капабланки в Гавані з результатом 6,5 з 10 очок (+3 −0 =7).
З 14 до 22 липня Іванчук брав участь в турнірі ACP Golden Classic (Амстердам). Василь переміг із результатом 5 з 6 очок (+4 −0 =2), випередивши на 0,5 очка сильного американського шахіста Гату Камського. Рейтингових очок Василю цей турнір не приніс через особливості регламента турніру, де була передбачена можливість відкладення партій на наступний день.
На початку вересня 2012 року Василь Іванчук, виступаючи на першій дошці у складі збірної України, здобуває бронзові нагороди на Всесвітній шаховій олімпіаді. Іванчук провів на турнірі 10 партій, його результат - 4 перемоги, 4 нічиї та дві поразки.
У кінці вересня Іванчук зіграв на 1 етапі серії турнірів гран-прі ФІДЕ 2012-2013, який проходив у Лондоні. Із результатом 5 очок із 11 можливих (+1-2=8), Василь розділив 7-8 місця при 12 учасниках та заробив у загальний залік гран-прі 55 очок.
У листопаді Василь Іванчук переміг на турнірі Kings Tournament 2012, що проходив у Бухаресті. У двоколовому турнірі при чотирьох учасниках Василь набрав 3,5 з 6 очок (+1-0=5) та розділив перше місце з Топаловим. За регламентом турніру для виявлення переможця був проведений тай-брейк із двох швидких партій по 15 хв, у яких Іванчук переміг Веселіна Топалова з рахунком 1½-½.

### 2013
У кінці січня 2013 року Іванчук зіграв в традиційному щорічному турнірі Tradewise Gibraltar Chess Festival 2013, та, незважаючи на найвищий рейтинг серед 247 учасників турніру, Василь з результатом 7,5 очок із 10 (+5-0=5) зайняв лише 9 місце, відставши від переможця турніру Нікіти Вітюгова на пів очка.
У березні 2013 року Василь Іванчук взяв участь в турнірі претендентів за право зіграти в матчі за шахову корону. У двоколовому турнірі за участі 8 шахістів Василь зайняв сьоме місце з результатом 6 очок із 14 можливих (+3-5=6)
У травні–червні Іванчук виступив невдало на четвертому етапі Гран-прі ФІДЕ, що проходив у Салоніках, посівши останнє 12 місце. Результат Василя - 3,5 з 11 очок (+1-5=5); його турнірний перфоменс склав усього 2621 очко.
У липні 2013 року Василь Іванчук, набравши 5 з 11 очок (+2-3=6) та поділивши 9-11 місця на п'ятому етапі Гран-прі ФІДЕ 2012/2013, що проходив в Пекіні, втратив усі шанси пробитися на турнір претендентів на матч за шахову корону 2014 року через цикл турнірів Гран-Прі ФІДЕ 2012-2013.
У серпні 2013 року Іванчук зіграв на кубку світу ФІДЕ, де поступився в 1/8 фіналу переможцеві турніру росіянину Володимиру Крамнику з рахунком 1½ на ½ очка.
У жовтні 2013 року Василь розділив 7-10 місця на шостому етапі серії Гран-прі ФІДЕ 2012–2013 років набравши 5 очок із 11 можливих (+2-3=6). У загальному заліку серії Гран-прі ФІДЕ 2012-2013 рр. Іванчук, набравши 130 очок, разом із Анішом Гірі розділив останні 15-16 місця серед усіх шахістів, які брали участь мінімум у трьох етапах гран-прі.
На початку листопада 2013 року Василь дійшов до півфіналу турніру зі швидких шахів, що проходив у французькому місті Кап д'Аг, де поступився французькому шахісту Етьєну Бакро з рахунком 0-2..
У грудні 2013 року Василь Іванчук у складі збірної України став бронзовим призером командного чемпіонату світу, що проходив у турецькому курортному місті Анталія. Набравши 5 очок із 8 можливих (+2=6-0) та закінчивши турнір з перфоменсом у 2805 очок, Василь зайняв 3-є місце серед шахістів, які виступали на першій дошці.

### 2014
У лютому 2014 року Іванчук посів 3-є місце на турнірі Tradewise Gibraltar Chess Festival 2014, що проходив за швейцарською системою за участі 253-х шахістів. Не зважаючи на те, що Іванчук показав найкращий результат на турнірі (за додатковими показниками), набравши 8 очок із 10 можливих (+6-0=4), для визначення переможця турніру йому довелося грати додатковий тай-брейк у швидкі шахи з Нікітою Вітюговим, якому Василь поступився з рахунком 1-3. У свою чергу Вітюгов поступився болгарину Чепарінову.

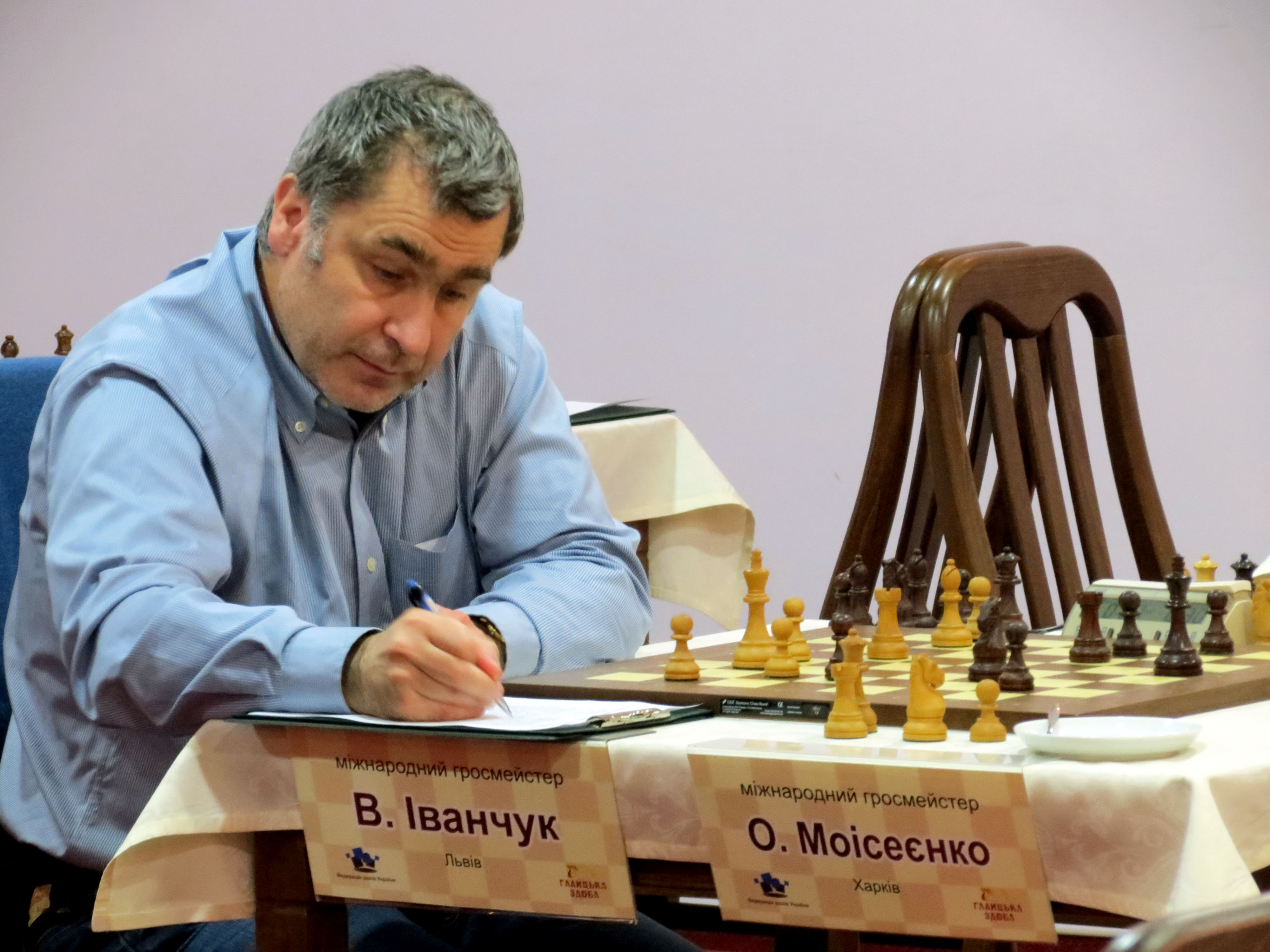
В.Іванчук — О.Моїсеєнко (партія 5 туру чемпіонату України)

У березні Василь Іванчук із результатом 13 очок із 14 можливих (+12-0=2) переміг на турнірі зі швидких шахів «Кубок Латвійської залізниці» (Рига), випередивши при цьому найближчого переслідувача Володимира Малахова на 3 очки. Турнірний перфоменс Василя склав 3059 очок.
У травні 2014 року з результатом 4 з 10 можливих очок (+0-2=8) посів останнє шосте місце на турнірі XIX категорії «Меморіал Капабланки».
У червні 2014 року Василь з результатом 8 з 9 можливих (+7-0=2) здобув перемогу на міжнародному турнірі, що проходив у Едмонтоні, випередивши філіппінця Уеслі Со на пів очка. Турнірний перфоменс Іванчука склав 2814 очок.
У серпні 2014 року, виступаючи на першій дошці в Шаховій олімпіаді, що проходила в Тромсе, Василь Іванчук набрав лише 4 очка з 9 можливих (+2-3=4), та завдяки непоганим результатам на інших дошках збірна України посіла високе 6 місце серед 177 країн.
У листопаді 2014 року, набравши 5½ очок з 11 можливих (+2-2=7), Василь посів 7-е місце на чемпіонаті України, що проходив у Львові.
У грудні 2014 року, виступаючи на «Всесвітніх інтелектуальних іграх», посів:
 — 7 місце на турнірі зі швидких шахів, набравши 4 очок із 7 можливих (+3-2=2),
 — 5 місце на турнірі з блискавичних шахів, набравши 17 очок із 30 можливих (+13-9=8),
 — 15 місце на турнірі з «баску», набравши 3½ очок із 10 можливих (+0-3=7).

### 2015
2015 рік Василь Іванчук розпочав із виступу на турнірі XX категорії, що проходив у Вейк-ан-Зеє. Набравши 7½ очок із 13 можливих Іванчук посів 6 місце, відставши від переможця турніру Магнуса Карлсена на 1½ очка.
У березні 2015 року Іванчук став переможцем турніру зі швидких шахів «Меморіал В. Петрова», що проходив у Юрмалі. Набравши 9 очок із 11 можливих (+7-0=4), Василь випередив на ½ очка Сергія Карякіна, Бориса Гельфанда та Ріхарда Раппорта. Також, завдяки вдалому виступу, українець піднявся з 6-го на 4-е місце в рейтингу ФІДЕ із швидких шахів, випередивши Левона Ароняна та Фабіано Каруану.
У квітні 2015 року у складі збірної України Василь став срібним призером командного чемпіонату світу, що проходив у вірменському курортному містечку Цагкадзор. Крім того, Іванчук із показником 61,1 % набраних очок посів друге місце серед шахістів, які виступали на другій шахівниці.
У червні 2015 року з результатом 6½ очок із 9 можливих (+4-0=5) розділив 2-4 місця (за додатковим показником — 4 місце) на турнірі «The 10th Edmonton International», що проходив у Едмонтоні.
У вересні 2015 року дійшов до 1/16 фіналу на кубку світу ФІДЕ, де поступився Дмитру Яковенку з рахунком ½ на 1½ очка.
У жовтні 2015 року в Берліні Іванчук із результатом 10 очок із 15 можливих (+8-3=4) посів 8 місце серед 158 шахістів на чемпіонаті світу з рапіду, та з результатом 14½ з 21 можливого очка (+12-4=5) — 4 місце серед 188 шахістів на чемпіонаті світу з бліцу.
У листопаді 2015 року у складі збірної України посів 5 місце на командному чемпіонаті Європи, що проходив у Рейк'явіку. Набравши 3½ з 8 очок (+1-2=5), Василь посів лише 22 місце серед шахістів, які виступали на першій шахівниці.
У грудні 2015 року Василь Іванчук став переможцем турніру зі швидких шахів «ACP Masters», що проходив у Ашдоді (Ізраїль). На груповому етапі з 3½ очками (+2-0=3) Василь посів 1 місце у своїй групі і вийшов до півфіналу, де у двох партіях переміг Яна Непомнящого 1½ — ½. У фінальній серії проти Етьєна Бакро Іванчук переміг у перших двох партіях, а третю зіграв унічию, здобувши перемогу із загальним рахунком 2½ — ½.
Наприкінці грудня, набравши 6½ очок із 9 можливих (+4-0=5), Василь посів 7 місце у відкритому турнірі «Qatar Masters Open 2015».
В оновленому рейтинг-листі зі швидких шахів за січень 2016 року Василь Іванчук вийшов на 2 місце, поступаючись лише чинному чемпіонові світу норвежцю Магнусу Карлсену. Таким чином, Василь повторив своє досягнення серед класичних шахів (липень 1991, липень 1992 та жовтень 2007 років), коли він також посідав другу сходинку серед найкращих шахістів світу.

### 2016
У березні 2016 року з результатом 9 очок із 12 можливих (+7-1=4) посів 2 місце на турнірі зі швидких шахів «Меморіал Володимира Петрова», що проходив у Юрмалі.
У червні 2016 року Василь Іванчук усьоме став переможцем турніру «Меморіал Капабланки», що проходив у Гавані. Його переможний результат — 7 очок із 10 можливих (+4-0=6).
У липні 2016 року з результатом 4 з 9 очок (+0-1=8) розділив 7-9 місця на турнірі, що проходив в Даньчжоу (Китай).
У листопаді 2016 року в складі команди «Ашдод» посів 4 місце на клубному чемпіонаті Європи, що проходив у місті Новий Сад (Сербія). Його результат 5½ очок із 7 можливих (+4-0=3) став найкращим на першій шахівниці.
Наприкінці грудня 2016 року, виступаючи на чемпіонаті світу зі швидких та блискавичних шахів, що проходив у м. Доха (Катар), Василь Іванчук із результатом 11 очок із 15 можливих (+9-2=4) здобув перемогу на турнірі зі швидких шахів, випередивши за додатковими показниками Олександра Грищука та Магнуса Карлсена - відповідно срібного та бронзового призерів. На турнірі з бліцу, набравши 13 очок із 21 можливого (+10-5=6), Василь посів 9-те місце серед 107 учасників.

### 2017
У лютому 2017 року Василь Іванчук із результатом 6½ очок із 10 (+5-2=3) посів лише 39-те місце на турнірі Tradewise Gibraltar Chess Festival 2017, що проходив за швейцарською системою за участі 255 шахістів.
У квітні 2017 року Іванчук переміг найсильнішу шахістку світу Хоу Іфань з рахунком 3-1 (+2-0=2) в матчі, що проходив у м. Шеньчжень (Китай).
У червні 2017 року з результатом 5½ з 10 можливих очок (+3-2=5) розділив 2-3-ті місця на турнірі XVII категорії «Меморіал Капабланки», а також переміг Давида Навару з рахунком 7½ — 4½ у матчі зі швидких шахів, що проходив у Празі з 15-го по 17-е червня 2017 року
У червні-липні 2017 року посів передостаннє 9 місце за підсумками другого етапу «Grand Chess Tour», що проходив у Левені. У турнірі зі швидких шахів Василь, набравши 7 очок із 18 можливих (+2-4=3), посів 9 місце. У турнірі з блискавичних шахів розділив 7-8 місця з результатом 8½ з 18 очок (+5-6=7).
У липні 2017 року з результатом 4½ очка з 9 (+1-1=7) посів 7 місце на турнірі XIX категорії «Hainan Danzhou Super GM tournament», що проходив у м. Даньчжоу (Китай).
У вересні 2017 року дійшов до 1/4 фіналу на Кубку світу ФІДЕ, де поступився майбутньому переможцеві Левону Ароняну з рахунком ½ на 1½ очка. На попередніх стадіях турніру Іванчук зумів переграти Володимира Крамника (1/16 фіналу) та Аніша Гірі (1/8 фіналу) з однаковим рахунком 1½ — ½.
Наприкінці листопада 2017 року Василь Іванчук став переможцем турніру зі швидких та блискавичних шахів «Kings Tournament», в якому брали участь, окрім Василя, Сергій Карякін, Вей І та румунський шахіст Богдан-Даніель Дяк. Результат Іванчука: у рапіді 4 очка з 6 можливих (+2-0=4), у бліці 9½ очок з 12 (+8-1=4).
У грудні 2017 року, виступаючи на Других Елітних Інтелектуальних Іграх IMSA (Хуаянь, Китай), посів:
 — 9 місце на турнірі зі швидких шахів, набравши 3 очки з 7 можливих (+1-2=4),
 — 5 місце на турнірі з блискавичних шахів, набравши 11 очок із 22 можливих (+9-9=4),
 — 11 місце на турнірі з «баску», набравши 2 очки з 10 можливих (+1-7=2).
а також на чемпіонаті світу зі швидких та блискавичних шахів, що проходив у Ер-Ріяді (Саудівська Аравія), посів:
 — 98 місце на турнірі зі швидких шахів, набравши 6½ очок із 15 можливих (+3-5=7),
 — 59 місце на турнірі з блискавичних шахів, набравши 11 очок із 21 можливих (+7-6=8).

### 2018–2019
На початку лютого 2018 року з результатом 6½ очок з 10 (+5-2=3) посів 35-те місце на турнірі Tradewise Gibraltar Chess Festival 2018, що проходив за швейцарською системою за участі 276-и шахістів.
Наприкінці березня 2018 року Василь Іванчук увосьме став лауреатом нагороди «Шаховий гетьман», яка вручається найкращому шахісту України.
У листопаді 2018 року, набравши 7 очок з 11 можливих (+4-1=6), посів 3-тє місце на міжнародному турнірі, що проходив у Загребі.
На початку року Іванчук традиційно взяв участь в одному з найсильніших турнірів, що проводиться за швейцарською системою — «Gibraltar Chess Festival 2019». Набравши 6 очок із 10 можливих (+3-1=6), українець посів лише 51-е місце.
У травні 2019 року з результатом 7 з 10 очок (+5-1=4) українець увосьме став переможцем турніру «Меморіал Капабланки».
У жовтні–листопаді 2019 року у складі збірної України завоював срібні нагороди на командному чемпіонаті Європи, що проходив у Батумі. Набравши 5½ з 9 очок (+3-1=5), Василь посів 3-тє місце серед шахістів, які виступали на першій шахівниці/
Наприкінці листопада 2019 року Василь Іванчук став переможцем «Турніру миру», що проходив у Загребі. Його результат — 7½ очок із 11 можливих (+4-0=7), турнірний перфоменс склав 2754 очки.

### 2020
У січні 2020 року з результатом 6 очок із 10 можливих (+4-2=4) Іванчук другий рік поспіль посів лише 51 місце на турнірі «Gibraltar Chess Festival 2020» (Гібралтар).

## Досягнення
Віце-чемпіон світу (2002). 

Чемпіон світу з бліцу (2007) та переможець неофіційного чемпіонату світу з бліцу (2008)

Віце-чемпіон світу з бліцу (2008) 

Чемпіон світу зі швидких шахів (рапіду) 2016

Чемпіон Європи (2004). 

Чемпіон Європи (2004) зі швидких шахів. 

Переможець шахової олімпіади (2004, 2010), срібний призер олімпіади (1996), бронзовий призер Олімпіади (1998, 2000, 2012),
 чемпіон (2001), срібний (1993, 2015) та бронзовий (2011, 2013) призер командного чемпіонату світу у складі збірної України. 

Переможець шахової олімпіади (1988, 1990) та чемпіон світу (1989) у складі збірної СРСР.
Переможець турнірів: 

1986 — Гронінген (чемпіонат Європи U20) — 10.0 з 13; 

1987 — Львів (10½ /17); 

1989 — Лінарес, Єреван (8½ /11), Біль (9/14); 

1990 — Маніла (1-2 місце з Гельфандом), Тілбург (1-2 місце з Камським); 

1991 — Лінарес; Рейк'явік (1-2 місце з Карповим)

1992 — Монако, Дортмунд (1-2 місце з Каспаровим), Мадрид; 

1994 — Мюнхен, Новгород (1-2 місце з Каспаровим), Дортмунд; 

1995 — Лінарес, Ялта (рапід), Москва (PCA-Intel рапід), Хорген (1-2 місце з Крамником); 

1996 — Таллінн (Меморіал Кереса — рапід), Вейк-ан-Зеє, Амстердам, Новгород; 

1997 — Белград (1-2 місце з Анандом); 

1998 — Монако (наосліп + рапід), Еліста; 

2000 — Таллінн (Меморіал Кереса — рапід), Львів (Меморіал Штейна), Монтекатіні Терме (Італія); 

2003 — Мальме; Варшава (Меморіал Станіслава Галіковського)

2004 — Єреван (чемпіонат Європи, рапід), Мексика (Меморіал Карлоса Торре); 

2005 — Меморіал Капабланки (Гавана) (9½ /12), Барселона.

2006 — Меморіал Капабланки (Гавана) (6½ /10), Мерида (Меморіал Карлоса Торре), Таллінн (Меморіал Кереса — рапід) 

2007 — Меморіал Капабланки (Гавана) (7½ /10), Форос, Одеса (рапід), Монреаль, Мерида (Меморіал Карлоса Торре), Меморіал Таля (Москва) (бліц — чемпіон світу) 

2008 — Софія (8/10), Меморіал Таля (Москва) (і з класики, і з бліцу).

2009 — Kings Tournament (Базна) (7/10), Джермук — 5-й етап Гран-Прі ФІДЕ (8½ /13), Лінарес (8/14) однакова кількість очок із Олександром Грищуком, який оголошений переможцем через більшу кількість перемог 

2010 — Меморіал Капабланки (Гавана)(7/10), Амбер-Ніцца — рапід (8/11 з Магнусом Карлсеном) та загальний залік (14½/22 з Магнусом Карлсеном) Іванчук перше місце за додатковими показниками, Кап-Даг — рапід (у фіналі переміг Накамуру) 

2011 — Гібралтар (9/10), Меморіал Капабланки (Гавана) (6½ /10)

2012 — Меморіал Капабланки (Гавана) (6½ /10), ACP Golden Classic (Амстердам) (5/6), Kings Tournament (Бухарест) (3½ /6)

2014 — Рига (рапід, 13/14), Едмонтон (8/9)

2015 — «Меморіал В.Петрова (Юрмала)» (рапід, 9/11), «ACP Masters (Ашдод)» (рапід, 7½/10)

2016 — Меморіал Капабланки (Гавана) (7 /10), чемпіонат світу зі швидких шахів (Доха) (11/15)

2017 — Kings Tournament, Медіаш (швидкі шахи — 4/6, бліц — 9½/12)

2019 — Меморіал Капабланки (Гавана) (7 /10), «Турнір миру» (Загреб) (7½/11)

2025 — "Менорка опен" (Іспанія) (8/9)
Найвищий офіційний (квартальний) рейтинг — 2787 (жовтень 2007 року) — 2 місце.

Найвищий поточний (щоденний) рейтинг — 2791,5 (06 липня 2008 року) — 2 місце.

Найвище місце в поточному (щоденному) рейтингу — 1 місце (10-12 вересня 2008 року — рейтинг 2791,3) 

## Статистика виступів у складі збірних СРСР та України
Василь Іванчук свої найкращі результати часто показував на міжнародних командних змаганнях, виступаючи у складі збірних СРСР та України.
Загалом за період 1988–2024 років Іванчук зіграв у 32-х турнірах, зокрема: шахова олімпіада — 16 разів, командний чемпіонат світу — 8 разів, командний чемпіонат Європи — 8 разів.
Іванчук 4-разовий переможець шахових олімпіад, 2-разовий переможець командних чемпіонатів світу, багаторазовий призер командних змагань. Крім того, в активі Василя Іванчука 12 індивідуальних нагород (4 золоті, 3 срібні та 5 бронзових).
Загалом у міжнародних командних змаганнях Василь Іванчук зіграв 309 партій, у яких набрав 194½ очка (+108=173-28), що становить 62,9 % від числа можливих очок, у тому числі:

у складі збірної СРСР зіграв 26 партій, у яких набрав 20 очок (+15=10-1), що становить 76,9 % від числа можливих очок;

у складі збірної України зіграв 283 партії (1-й показник), у яких набрав 174½ очка (+89=160-24) (1-й показник), що становить 61,7 % від числа можливих очок.
| Рік  | Турнір           | Місто           | Збірна  | Шахівниця | Рейтинг | + | =  | − | Результат | % очок | Турнірний рейтинг | Командне місце | Особисте місце |
| ---- | ---------------- | --------------- | ------- | --------- | ------- | - | -- | - | --------- | ------ | ----------------- | -------------- | -------------- |
| 1988 | шахова олімпіада | Салоніки        | СРСР    | 2 резерв  | 2625    | 4 | 5  | 0 | 6½ з 9    | 72,2   | 2619              | Gold           | 5              |
| 1989 | чемпіонат світу  | Люцерн          | СРСР    | 1 резерв  | 2660    | 6 | 1  | 0 | 6½ з 7    | 92,9   | 2915              | Gold           | Gold           |
| 1990 | шахова олімпіада | Новий Сад       | СРСР    | 1         | 2680    | 5 | 4  | 1 | 7 з 10    | 70,0   | 2711              | Gold           | + 5            |
| 1992 | шахова олімпіада | Маніла          | Україна | 1         | 2720    | 6 | 5  | 2 | 8½ з 13   | 65,4   | 2699              | 9              | 11             |
|      | чемпіонат Європи | Дебрецен        | Україна | 1         | 2720    | 4 | 3  | 1 | 5½ з 8    | 68,8   | 2742              | Silver         | 4              |
| 1993 | чемпіонат світу  | Люцерн          | Україна | 1         | 2705    | 4 | 4  | 0 | 6 з 8     | 75,0   | 2807              | Silver         | Gold           |
| 1994 | шахова олімпіада | Москва          | Україна | 1         | 2695    | 5 | 9  | 0 | 9½ з 14   | 67,9   | 2702              | 9              | 9              |
| 1996 | шахова олімпіада | Єреван          | Україна | 1         | 2730    | 6 | 5  | 0 | 8½ з 11   | 77,3   | 2809              | Silver         | +              |
| 1997 | чемпіонат світу  | Люцерн          | Україна | 1         | 2725    | 4 | 4  | 0 | 6 з 8     | 75,0   | 2795              | 5              | Gold           |
| 1998 | шахова олімпіада | Еліста          | Україна | 1         | 2730    | 3 | 8  | 0 | 7 з 11    | 63,6   | 2697              | Bronze         | 15             |
| 1999 | чемпіонат Європи | Батумі          | Україна | 1         | 2702    | 1 | 6  | 1 | 4 з 8     | 50,0   | 2629              | 6              | 19             |
| 2000 | шахова олімпіада | Стамбул         | Україна | 1         | 2716    | 4 | 10 | 0 | 9 з 14    | 64,3   | 2725              | Bronze         | 17             |
| 2001 | чемпіонат світу  | Єреван          | Україна | 1         | 2731    | 1 | 6  | 0 | 4 з 7     | 57,1   | 2665              | Gold           | Silver         |
|      | чемпіонат Європи | Леон            | Україна | 1         | 2731    | 1 | 8  | 0 | 5 з 9     | 55,6   | 2608              | 11             | 14             |
| 2002 | шахова олімпіада | Блед            | Україна | 2         | 2709    | 4 | 10 | 0 | 9 з 14    | 64,3   | 2678              | 14             | 17             |
| 2004 | шахова олімпіада | Кальвія         | Україна | 1         | 2705    | 6 | 7  | 0 | 9½ з 13   | 73,1   | 2819              | Gold           | + 4            |
| 2005 | чемпіонат світу  | Беер-Шева       | Україна | 1         | 2748    | 2 | 4  | 1 | 4 з 7     | 57,1   | 2712              | 4              | 4              |
|      | чемпіонат Європи | Гетеборг        | Україна | 1         | 2752    | 2 | 7  | 0 | 5½ з 9    | 61,1   | 2673              | 5              | 9              |
| 2006 | шахова олімпіада | Турин           | Україна | 1         | 2731    | 4 | 8  | 1 | 8 з 13    | 61,5   | 2716              | 8              | 27             |
| 2007 | чемпіонат Європи | Іракліон        | Україна | 1         | 2787    | 2 | 2  | 3 | 3 з 7     | 42,9   | 2623              | 5              | 27             |
| 2008 | шахова олімпіада | Дрезден         | Україна | 1         | 2786    | 3 | 6  | 2 | 6 з 11    | 54,5   | 2722              | 4              | 15             |
| 2010 | шахова олімпіада | Ханти-Мансійськ | Україна | 1         | 2754    | 7 | 2  | 1 | 8 з 10    | 80,0   | 2890              | Gold           | Gold           |
| 2011 | чемпіонат світу  | Нінбо           | Україна | 1         | 2768    | 2 | 6  | 1 | 5 з 9     | 55,6   | 2767              | Bronze         | 6              |
|      | чемпіонат Європи | Порто Каррас    | Україна | 1         | 2775    | 0 | 6  | 1 | 3 з 7     | 42,9   | 2623              | 15             | 20             |
| 2012 | шахова олімпіада | Стамбул         | Україна | 1         | 2769    | 4 | 4  | 2 | 6 з 10    | 60,0   | 2775              | Bronze         | 9              |
| 2013 | чемпіонат світу  | Анталія         | Україна | 1         | 2731    | 2 | 6  | 0 | 5 з 8     | 62,5   | 2805              | Bronze         | Bronze         |
| 2014 | шахова олімпіада | Тромсе          | Україна | 1         | 2744    | 2 | 4  | 3 | 4 з 9     | 44,4   | 2585              | 6              | 42             |
| 2015 | чемпіонат Європи | Рейк'явік       | Україна | 1         | 2720    | 1 | 5  | 2 | 3½ з 8    | 43,8   | 2627              | 5              | 22             |
|      | чемпіонат світу  | Цагкадзор       | Україна | 2         | 2731    | 3 | 5  | 1 | 5½ з 9    | 61,1   | 2741              | Silver         | Silver         |
| 2018 | шахова олімпіада | Батумі          | Україна | 1         | 2710    | 3 | 5  | 1 | 5½ з 9    | 61,1   | 2738              | 10             | 14             |
| 2019 | чемпіонат Європи | Батумі          | Україна | 1         | 2686    | 3 | 5  | 1 | 5½ з 9    | 61,1   | 2771              | Silver         | Bronze         |
| 2024 | шахова олімпіада | Будапешт        | Україна | 2         | 2635    | 4 | 3  | 3 | 5½ з 10   | 55,0   | 2611              | 16             |                |

### Статистика командних та індивідуальних досягнень
| Турнір                      | Збірна                      | Командні нагороди | Командні нагороди | Командні нагороди | Командні нагороди | Індивідуальні нагороди | Індивідуальні нагороди | Індивідуальні нагороди | Індивідуальні нагороди |
| Турнір                      | Збірна                      | Gold              | Silver            | Bronze            | Разом             | Gold                   | Silver                 | Bronze                 | Разом                  |
| --------------------------- | --------------------------- | ----------------- | ----------------- | ----------------- | ----------------- | ---------------------- | ---------------------- | ---------------------- | ---------------------- |
| Шахова олімпіада            | СРСР                        | 2                 | 0                 | 0                 | 2                 | 0                      | 0                      | 1                      | 1                      |
| Шахова олімпіада            | Україна                     | 2                 | 1                 | 3                 | 6                 | 1                      | 1                      | 2                      | 4                      |
| Шахова олімпіада            | Всього                      | 4                 | 1                 | 3                 | 8                 | 1                      | 1                      | 3                      | 5                      |
| Командний чемпіонат світу   | СРСР                        | 1                 | 0                 | 0                 | 1                 | 1                      | 0                      | 0                      | 1                      |
| Командний чемпіонат світу   | Україна                     | 1                 | 2                 | 2                 | 5                 | 2                      | 1                      | 2                      | 5                      |
| Командний чемпіонат світу   | Всього                      | 2                 | 2                 | 2                 | 6                 | 3                      | 1                      | 2                      | 6                      |
| Командний чемпіонат Європи  | СРСР                        | не виступав       | не виступав       | не виступав       | не виступав       | не виступав            | не виступав            | не виступав            | не виступав            |
| Командний чемпіонат Європи  | Україна                     | 0                 | 2                 | 0                 | 2                 | 0                      | 0                      | 1                      | 1                      |
| Командний чемпіонат Європи  | Всього                      | 0                 | 2                 | 0                 | 2                 | 0                      | 0                      | 1                      | 1                      |
| Всього у складі зб. СРСР    | Всього у складі зб. СРСР    | 3                 | 0                 | 0                 | 3                 | 1                      | 0                      | 1                      | 2                      |
| Всього у складі зб. України | Всього у складі зб. України | 3                 | 5                 | 5                 | 13                | 3                      | 3                      | 4                      | 10                     |
| Всього за кар'єру           | Всього за кар'єру           | 6                 | 5                 | 5                 | 16                | 4                      | 3                      | 5                      | 12                     |

## Статистика виступів на супертурнірі вЛінаресі
Василь Іванчук зіграв у 15 турнірах в іспанському містечку Лінарес, де збиралися найсильніші шахісти. Тричі в 1989, 1991 та 1995 роках Іванчук здобував перемогу, в 1992 та 2009 роках посідав другі місця, в 2002 році — 3 місце. В 1991 році Василь Іванчук став першим, хто переміг двох найсильніших шахістів того часу, а саме Каспарова та Карпова, у рамках одного турніру. Всього за роки виступів на цьому турнірі ним було зіграно 191 партію: перемог — 51, поразок — 35, нічиїх — 105.

| Рік  | Місце проведення | Результат | + | − | =  | Місце  | К-ть учасників |
| ---- | ---------------- | --------- | - | - | -- | ------ | -------------- |
| 1989 | Лінарес          | 7½ з 10   | 5 | 0 | 5  | Gold   | 11             |
| 1990 | Лінарес          | 6½ з 11   | 3 | 1 | 7  | 4      | 12             |
| 1991 | Лінарес          | 9½ з 13   | 6 | 0 | 7  | Gold   | 14             |
| 1992 | Лінарес          | 8 з 13    | 4 | 1 | 8  | Silver | 14             |
| 1993 | Лінарес          | 6½ з 13   | 4 | 4 | 5  | 7      | 14             |
| 1994 | Лінарес          | 6 з 13    | 4 | 5 | 5  | 10     | 14             |
| 1995 | Лінарес          | 10 з 13   | 7 | 0 | 6  | Gold   | 14             |
| 1997 | Лінарес          | 5 з 11    | 3 | 4 | 4  | 7      | 12             |
| 1998 | Лінарес          | 5 з 12    | 2 | 4 | 6  | 6      | 7              |
| 1999 | Лінарес          | 6 з 14    | 2 | 4 | 8  | 6      | 8              |
| 2002 | Лінарес          | 6 з 12    | 2 | 2 | 8  | Bronze | 7              |
| 2006 | Морелія, Лінарес | 6½ з 14   | 3 | 4 | 7  | 5      | 8              |
| 2007 | Морелія, Лінарес | 6½ з 14   | 2 | 3 | 9  | 6      | 8              |
| 2008 | Морелія, Лінарес | 6½ з 14   | 2 | 3 | 9  | 6      | 8              |
| 2009 | Лінарес          | 8 з 14    | 2 | 0 | 12 | Silver | 8              |

## Статистика в партіях проти чемпіонів світу
На 10.03.2020 року (за даними www.chessgames.com)

Класичні шахи: 

+43 −69 =186 (45.6 %)

+7 −13 =47 проти Ананда 

+1 −3 =21 проти Карпова 

+2 −4 =10 проти Касимджанова 

+4 −11 =22 проти Каспарова 

+8 −3 =8 проти Халіфмана 

+6 −11 =31 проти Крамника 

+5 −7 =17 проти Пономарьова 

+0 −1 =2 проти Смислова 

+0 −0 =1 проти Спаського 

+10 −16 =27 проти Топалова
Загалом (класичні, наосліп, швидкі, бліц):

+106 −125 =295 (48.2 %) 

+21 −28 =78 проти Ананда 

+13 −14 =36 проти Карпова 

+3 −5 =14 проти Касимджанова 

+6 −15 =27 проти Каспарова 

+11 −3 =8 проти Халіфмана 

+20 −24 =65 проти Крамника 

+12 −10 =25 проти Пономарьова 

+3 −2 =3 проти Смислова 

+0 −0 =1 проти Спаського 

+17 −24 =38 проти Топалова

## Турнірні результати

### 2011 рік
| Дата                    | Місце проведення                             | Категорія                               | Рейтинг Іванчука | Результат | + | − | =  | Performance | Місце  | К-ть учасників | Переможець             |
| ----------------------- | -------------------------------------------- | --------------------------------------- | ---------------- | --------- | - | - | -- | ----------- | ------ | -------------- | ---------------------- |
| 28.12.2010 — 06.01.2011 | Реджо-Емілія                                 | XVIII (2695), круговий турнір           | 2764             | 5 з 9     | 3 | 2 | 4  | 2729        | 5      | 10             | В.Гашимов (2733) — 6/9 |
| 24.01.2011 — 03.02.2011 | Гібралтар                                    | —, швейцарська система                  | 2764             | 9 з 10    | 8 | 0 | 2  | 2968        | Gold   | 230            | В.Іванчук              |
| 11.03.2011 — 25.03.2011 | Амбер-турнір (Монте-Карло)                   | —, круговий турнір (наосліп+рапід)      | 2779             | 11 з 22   | 5 | 5 | 12 | —           | 4-5    | 12             | Л.Аронян               |
| 11.04.2011 — 23.04.2011 | Командний чемпіонат Росії (Ольгінка)         | —, круговий турнір                      | 2779             | 6 з 9     | 4 | 1 | 4  | 2742        | —      | —              | -                      |
| 09.05.2011 — 21.05.2011 | Гавана                                       | XIX (2712), круговий турнір             | 2776             | 6,5 з 10  | 4 | 1 | 5  | —           | Gold   | 6              | В.Іванчук              |
| 11.06.2011 — 22.06.2011 | Медіаш                                       | XXI (2758), круговий турнір             | 2776             | 4 з 10    | 2 | 4 | 4  | —           | 5      | 6              | М.Карлсен              |
| 1.07.2011 — 07.07.2011  | Командний чемпіонат Греції                   | —, швейцарська система                  | 2768             | 4 з 6     | 3 | 1 | 2  | 2726        | —      | —              | -                      |
| 17.07.2011 — 26.07.2011 | Командний чемпіонат світу                    | —, круговий турнір                      | 2768             | 5 з 9     | 2 | 1 | 6  | 2767        | Bronze | 10             | Вірменія               |
| 26.08.2011 — 20.09.2011 | Кубок Світу (Ханти-Мансійськ)                | -, олімпійська система                  | 2768             | 10 з 16   | 6 | 2 | 8  | 2771        | Bronze | 128            | П.Свідлер              |
| 25.09.2011 — 11.10.2011 | Фінальний турнір «Великого шолому» (Більбао) | XXII (2780,5), круговий турнір          | 2765             | 5,5 з 10  | 4 | 3 | 3  | 2819        | Silver | 6              | М.Карлсен              |
| 03.11.2011 — 11.11.2011 | Командний чемпіонат Європи (Порто Каррас)    | —, швейцарська система                  | 2775             | 3 з 7     | 0 | 1 | 6  | 2623        | 15     | 29             | Німеччина              |
| 16.11.2011 — 25.11.2011 | Меморіал Таля (Москва)                       | XXII (2776), круговий турнір            | 2775             | 5 з 9     | 2 | 1 | 6  | 2820        | 3-5    | 10             | М.Карлсен              |
| 09.12.2011 — 11.12.2012 | Всесвітні інтелектуальні ігри (Пекін)        | XX (2727), швейцарська система, рапід   | 2775             | 2 з 7     | 1 | 4 | 2  | —           | 16     | 16             | В.Хао                  |
| 12.12.2011 — 13.12.2012 | Всесвітні інтелектуальні ігри (Пекін)        | XX (2727), круговий турнір, бліц        | 2775             | 9 з 15    | 7 | 4 | 4  | —           | 7      | 16             | М.Ваш'є-Лаграв         |
| 14.12.2011 — 15.12.2012 | Всесвітні інтелектуальні ігри (Пекін)        | XX (2727), швейцарська система, наосліп | 2775             | 3,5 з 7   | 2 | 2 | 3  | —           | 8      | 16             | Золтан Алмаші          |

### 2012 рік
| Дата                    | Місце проведення                      | Категорія                                | Рейтинг Іванчука | Результат | +  | −  | = | Performance | Місце  | К-ть учасників | Переможець       |
| ----------------------- | ------------------------------------- | ---------------------------------------- | ---------------- | --------- | -- | -- | - | ----------- | ------ | -------------- | ---------------- |
| 27.12.2011 — 06.01.2012 | Реджо-Емілія                          | XX (2744), круговий турнір               | 2775             | 4,5 з 10  | 3  | 4  | 2 |             | 5      | 6              | Аніш Гірі        |
| 13.01.2012 — 29.01.2012 | Вейк-ан-Зеє                           | XXI (2755), круговий турнір              | 2766             | 7,5 з 13  | 3  | 1  | 9 | 2807        | 5      | 14             | Левон Аронян     |
| 03.05.2012 — 14.05.2012 | Меморіал Капабланки                   | XVIII (2694), двоколовий турнір          | 2764             | 6,5 з 10  | 3  | 0  | 7 | 2787        | Gold   | 6              | В.Іванчук        |
| 02.07.2012 — 10.07.2012 | Чемпіонат світу з рапіду 2012         | круговий турнір                          | 2769             | 7,5 з 15  | 5  | 5  | 5 |             | 8      | 16             | Сергій Карякін   |
| 02.07.2012 — 10.07.2012 | Чемпіонат світу з бліцу 2012          | XIX (2720), двоколовий турнір            | 2769             | 15 з 30   | 13 | 13 | 4 |             | 9      | 16             | Олександр Грищук |
| 14.07.2012 — 22.07.2012 | ACP Golden Classic (Амстердам)        | XIX (2705), круговий турнір              | 2769             | 5 з 6     | 4  | 0  | 2 | 2974        | Gold   | 6              | В.Іванчук        |
| 27.08.2012 — 09.09.2012 | Шахова олімпіада 2012                 | швейцарська система                      | 2769             | 6 з 10    | 4  | 2  | 4 | 2775        | Bronze | 150            | Вірменія         |
| 21.09.2012 — 03.10.2012 | Гран-прі ФІДЕ Лондон                  | XX (2739), круговий турнір               | 2769             | 5 з 11    | 1  | 2  | 8 | 2705        | 8      | 12             | Веселін Топалов  |
| 10.10.2012 — 18.10.2012 | Клубний кубок Європи, Ейлате, Ізраїль | швейцарська система                      | 2771             | 4,5 з 7   | 3  | 1  | 3 |             |        |                | «SOCAR»          |
| 07.11.2012 — 13.11.2012 | Kings Tournament, Бухарест            | XX (2746,5), двоколовий турнір           | 2763             | 3,5 з 6   | 1  | 0  | 5 | 2799        | Gold   | 4              | В.Іванчук        |
| 14.12.2012 — 15.12.2012 | Всесвітні інтелектуальні ігри (Пекін) | XXI (2740), швейцарська система, рапід   | 2744             | 2 з 7     | 1  | 4  | 2 | —           | 14     | 16             | Лоран Фрессіне   |
| 16.12.2012 — 17.12.2012 | Всесвітні інтелектуальні ігри (Пекін) | XXII (2755), круговий турнір, бліц       | 2728             | 8 з 15    | 7  | 6  | 2 | —           | 8      | 16             | Сергій Карякін   |
| 18.12.2012 — 19.12.2012 | Всесвітні інтелектуальні ігри (Пекін) | XXI (2740), швейцарська система, наосліп | 2744             | 3 з 7     | 1  | 2  | 4 | —           | 12     | 16             | Левон Аронян     |

### 2013 рік
| Дата                    | Місце проведення                      | Категорія                              | Рейтинг Іванчука | Результат | +  | −  | =  | Performance | Місце | К-ть учасників | Переможець                     |
| ----------------------- | ------------------------------------- | -------------------------------------- | ---------------- | --------- | -- | -- | -- | ----------- | ----- | -------------- | ------------------------------ |
| 22.01.2013 — 31.01.2013 | Гібралтар                             | —, швейцарська система                 | 2758             | 7½ з 10   | 5  | 0  | 5  | 2685        | 9     | 247            | Микита Вітюгов                 |
| 14.03.2013 — 01.04.2013 | Лондон (турнір претендентів)          | XXII (2787), двоколовий турнір         | 2757             | 6 з 14    | 3  | 5  | 6  | 2741        | 7     | 8              | Магнус Карлсен                 |
| 21.05.2013 — 03.06.2013 | Гран-прі ФІДЕ Салоніки                | XXI (2753), круговий турнір            | 2755             | 3½ з 11   | 1  | 5  | 5  | 2621        | 12    | 12             | Леньєр Домінгес                |
| 03.07.2013 — 17.07.2013 | Гран-прі ФІДЕ Пекін                   | XXI (2751), круговий турнір            | 2733             | 5 з 11    | 2  | 3  | 6  | 2722        | 9     | 12             | Шахріяр Мамед'яров             |
| 10.08.2013 — 05.09.2013 | Кубок світу (Тромсе)                  | -, олімпійська система                 | 2733             | 5 з 8     | 3  | 1  | 4  |             | 9-16  | 128            | Володимир Крамник              |
| 21.09.2013 — 04.10.2013 | Гран-прі ФІДЕ Париж                   | XX (2746), круговий турнір             | 2731             | 5 з 11    | 2  | 3  | 6  | 2715        | 7-10  | 12             | Фабіано Каруана Борис Гельфанд |
| 25.10.2013 — 02.11.2013 | Кап д'Аг                              | круговий + навиліт швидкі шахи         | 2733             | 8 з 14    | 3  | 1  | 10 |             | 1/2   | 8              | Етьєн Бакро                    |
| 25.11.2013 — 05.12.2013 | Командний чемпіонат світу             | круговий турнір                        | 2731             | 5 з 8     | 2  | 0  | 6  | 2805        | ()    | 10             | Росія, Левон Аронян            |
| 12.12.2013 — 13.12.2013 | Всесвітні інтелектуальні ігри (Пекін) | XXI (2756), швейцарська система, рапід | 2732             | 3 з 7     | 1  | 2  | 4  | —           | 13    | 16             | Ван Юе                         |
| 14.12.2013 — 16.12.2013 | Всесвітні інтелектуальні ігри (Пекін) | XXI (2767), круговий турнір, бліц      | 2750             | 14 з 30   | 11 | 13 | 6  | —           | 10    | 16             | Сергій Карякін                 |
| 17.12.2013 — 18.12.2013 | Всесвітні інтелектуальні ігри (Пекін) | XXI (2756), швейцарська система, баску | 2732             | 5½ з 10   | 4  | 3  | 3  | —           | 4     | 16             | Сергій Карякін                 |

### 2014 рік
| Дата                    | Місце проведення                            | Категорія                    | Рейтинг Іванчука | Результат | +  | − | = | Performance | Місце    | К-ть учасників | Переможець                        |
| ----------------------- | ------------------------------------------- | ---------------------------- | ---------------- | --------- | -- | - | - | ----------- | -------- | -------------- | --------------------------------- |
| 27.01.2014 — 06.02.2014 | Гібралтар                                   | —, швейцарська система       | 2739             | 8 з 10    | 6  | 0 | 4 | 2837        | Bronze   | 253            | Іван Чепарінов                    |
| 28.03.2014 — 30.03.2014 | Кубок Латвійської залізниці з швидких шахів | —, швейцарська система       | 2722 (рапід)     | 13 з 14   | 12 | 0 | 2 | 3059        | Gold     | 67             | Василь Іванчук                    |
| 08.05.2014 — 18.05.2014 | Меморіал Капабланки                         | XIX (2721), круговий турнір  | 2753             | 4 з 10    | 0  | 2 | 8 | 2645        | 6        | 6              | Веслі Со                          |
| 14.02.2014 — 30.05.2014 | Командний чемпіонат Ізраїля з шахів         | круговий турнір              | 2738             | 2 з 3     | 1  | 0 | 2 | 2663        | командне | 12             | Клуб Ашдод Еліт                   |
| 21.06.2014 — 29.06.2014 | 9-й міжнародний турнір в Едмонтоні          | X (2482), круговий турнір    | 2738             | 8 з 9     | 7  | 0 | 2 | 2814        | Gold     | 10             | Василь Іванчук                    |
| 01.08.2014 — 14.08.2014 | Шахова олімпіада 2014                       | швейцарська система          | 2744             | 4 з 9     | 2  | 3 | 4 | 2585        | 6        | 177            | Китай                             |
| 04.09.2014 — 10.09.2014 | Командний чемпіонат Іспанії з шахів         | XII (2536), кругова система  | 2726             | 4 з 7     | 1  | 0 | 6 | 2723        | командне | 8              | MERIDA PATRIMONIO DE LA HUMANIDAD |
| 10.11.2014 — 22.11.2014 | 83-й чемпіонат України                      | XVII (2659), кругова система | 2726             | 5½ з 11   | 2  | 2 | 7 | 2653        | 7        | 12             | Юрій Кузубов                      |
| 11.12.2014 — 12.12.2014 | Всесвітні інтелектуальні ігри (Пекін)       | , швейцарська система, рапід | 2811             | 4 з 7     | 3  | 2 | 2 | —           | 7        | 16             | Олександр Грищук                  |
| 13.12.2014 — 15.12.2014 | Всесвітні інтелектуальні ігри (Пекін)       | , круговий турнір, бліц      | 2720             | 17 з 30   | 13 | 9 | 8 | —           | 5        | 16             | Олександр Грищук                  |
| 16.12.2014 — 17.12.2014 | Всесвітні інтелектуальні ігри (Пекін)       | , швейцарська система, баску |                  | 3½ з 10   | 0  | 3 | 7 | —           | 15       | 16             | Ян Немомнящий                     |

### 2015 рік
| Дата                    | Місце проведення                          | Категорія                  | Рейтинг Іванчука | Результат | +  | − | = | Performance | Місце                                | К-ть учасників | Переможець                                 |
| ----------------------- | ----------------------------------------- | -------------------------- | ---------------- | --------- | -- | - | - | ----------- | ------------------------------------ | -------------- | ------------------------------------------ |
| 10.01.2015 — 25.01.2015 | Вейк-ан-Зеє                               | XX (2746), круговий турнір | 2715             | 7½ з 13   | 3  | 1 | 9 | 2801        | 6                                    | 14             | Магнус Карлсен                             |
| 07.03.2015 — 08.03.2015 | Меморіал В.Петрова (Юрмала)               | —, швейцарська система     | 2809 (рапід)     | 9 з 11    | 7  | 0 | 4 | 2897        | Gold                                 | 122            | Василь Іванчук                             |
| 19.04.2015 — 28.04.2015 | Командний чемпіонат світу                 | круговий турнір            | 2731             | 5½ з 9    | 3  | 1 | 5 | 2743        | — командне ( — на другій шах-ці)     | 10             | Китай                                      |
| 19.06.2015 — 28.06.2015 | Едмонтон                                  | X (2479), круговий турнір  | 2733             | 6½ з 9    | 4  | 0 | 5 | 2618        | 4                                    | 10             | Пентала Харікрішна                         |
| 10.09.2015 — 05.10.2015 | Кубок світу (Єреван)                      | -, олімпійська система     | 2726             | 3½ з 6    | 2  | 1 | 3 |             | 17-32                                | 128            | Сергій Карякін                             |
| 10.10.2015 — 12.10.2015 | Чемпіонат світу зі швидких шахів (Берлін) | -, швейцарська система     | 2835             | 10 з 15   | 8  | 3 | 4 | 2804        | 8                                    | 158            | Магнус Карлсен                             |
| 13.10.2015 — 14.10.2015 | Чемпіонат світу з бліцу (Берлін)          | -, швейцарська система     | 2789             | 14½ з 21  | 12 | 4 | 5 | 2827        | 4                                    | 188            | Олександр Грищук                           |
| 18.10.2015 — 22.10.2015 | Клубний чемпіонат Європи (Скоп'є)         | -, швейцарська система     | 2726             | 3½ з 7    | 2  | 2 | 3 | 2651        | 6 — командне (19 — на першій шах-ці) | 50 команд      | SIBERIA (Markus Robert — на першій шах-ці) |
| 12.11.2015 — 22.11.2015 | Командний чемпіонат Європи (Рейк'явік)    | круговий турнір            | 2720             | 3½ з 8    | 1  | 2 | 5 | 2627        | 5 — командне (22 — на першій шах-ці) | 36 збірних     | Росія                                      |
| 07.12.2015 — 10.12.2015 | ACP Masters, швидкі шахи (Ашдод)          | груповий + плей-оф         | 2825             | 7½ з 10   | 5  | 0 | 5 |             | Gold                                 | 12             | Василь Іванчук                             |
| 19.12.2015 — 29.12.2015 | Qatar Masters Open 2015 (Доха)            | -, швейцарська система     | 2710             | 6½ з 9    | 4  | 0 | 5 | 2700        | 7                                    | 132            | Магнус Карлсен                             |

### 2016 рік
| Дата                    | Місце проведення                             | Категорія                       | Рейтинг Іванчука | Результат | +  | − | = | Performance | Місце                          | К-ть учасників | Переможець       |
| ----------------------- | -------------------------------------------- | ------------------------------- | ---------------- | --------- | -- | - | - | ----------- | ------------------------------ | -------------- | ---------------- |
| 05.03.2016 — 06.03.2016 | Меморіал В.Петрова (Юрмала)                  | —, швейцарська система          | 2844 (рапід)     | 9 з 12    | 7  | 1 | 4 | 2737        | Silver                         | 129            | Люк ван Велі     |
| 09.06.2016 — 19.06.2016 | Меморіал Капабланки                          | XVIII (2696), двоколовий турнір | 2710             | 7 з 10    | 4  | 0 | 6 | 2841        | Gold                           | 6              | В.Іванчук        |
| 06.07.2016 — 18.07.2016 | 7-й міжнародний турнір (Даньчжоу, Китай)     | XIX (2724), коловий турнір      | 2710             | 4 з 9     | 0  | 1 | 8 | 2705        | 7—9                            | 10             | Ян Непомнящий    |
| 06.11.2016 — 12.11.2016 | Клубний чемпіонат Європи (Новий Сад, Сербія) | -, швейцарська система          | 2733 (+13½)      | 5½ з 7    | 4  | 0 | 3 | 2888        | 4 командне ( на першій шах-ці) | 62 команди     | команда Алкалоїд |
| 26.12.2016 — 28.12.2016 | Чемпіонат світу зі швидких шахів (Доха)      | -, швейцарська система          | 2771 (+56)       | 11 з 15   | 9  | 2 | 4 | 2912        | Gold                           | 106            | Василь Іванчук   |
| 29.12.2016 — 30.12.2016 | Чемпіонат світу з бліцу (Доха)               | -, швейцарська система          | 2754 (+14)       | 13 з 21   | 10 | 5 | 6 | 2776        | 9                              | 107            | Сергій Карякін   |

### 2017 рік
| Дата                    | Назва турніру та місце проведення                   | Категорія                                    | Рейтинг Іванчука | Результат                  | +          | −          | =          | Performance | Місце                           | К-ть учасників | Переможець         |
| ----------------------- | --------------------------------------------------- | -------------------------------------------- | ---------------- | -------------------------- | ---------- | ---------- | ---------- | ----------- | ------------------------------- | -------------- | ------------------ |
| 24.01.2017 — 02.02.2017 | Gibraltar Chess Festival (Гібралтар)                | —, швейцарська система                       | 2752 (-19,2)     | 6,5 з 10                   | 5          | 2          | 3          | 2562        | 39                              | 255            | Хікару Накамура    |
| 05.04.2017 — 09.04.2017 | матч Хоу Іфань — Василь Іванчук, (Шеньчжень, Китай) | —, матч                                      | 2732 (+ 5,6)     | 3 з 4                      | 2          | 0          | 2          |             | Gold                            | 2              | В.Іванчук          |
| 26.05.2017 — 06.06.2017 | Меморіал Капабланки                                 | XVII (2656), двоколовий турнір               | 2738 (-8,6)      | 5½ з 10                    | 3          | 2          | 5          | 2675        | Silver                          | 6              | Крішнан Сашикіран  |
| 15.06.2017 — 17.06.2017 | матч Давид Навара — Василь Іванчук, (Прага, Чехія)  | —, матч, швидкі шахи                         | 2827             | 7½ з 12                    | 4          | 1          | 7          | 2827        | Gold                            | 2              | В.Іванчук          |
| 28.06.2017 — 30.06.2017 | 2-й етап Grand Chess Tour, Левен                    | XXII (2790), швидкі шахи                     | 2827 (-30)       | 3½ з 9                     | 2          | 4          | 3          | 2708        | 9                               | 10             | Веслі Со           |
| 01.07.2017 — 02.07.2017 | 2-й етап Grand Chess Tour, Левен                    | XXII (2784), бліц                            | 2768 (-1)        | 8½ з 18                    | 5          | 6          | 7          | 2767        | 7                               | 10             | Магнус Карлсен     |
| 08.07.2017 — 19.07.2017 | «Hainan Danzhou Super GM tournament», Даньчжоу      | XIX (2719,6), коловий турнір                 | 2729 (-1,2)      | 4½ з 9                     | 1          | 1          | 7          | 2719        | 7                               | 10             | Вей І              |
| 02.09.2017 — 27.10.2017 | Кубок світу з шахів 2017 (Тбілісі)                  | —, нокаут                                    | 2727 (-4)        | 5 з 8                      | 2          | 0          | 6          |             | 1/4 фіналу                      | 128            | Левон Аронян       |
| 27.09.2017 — 06.10.2017 | Хорватська ліга 2017                                | —, коловий турнір                            | 2727 (-4)        | 5 з 8                      | 2          | 0          | 6          | 2686        | (командне), 22 (на 1 шахівниці) | 10 команд      | команда ŠK ZAGREB  |
| 21.10.2017 — 26.10.2017 | матч Вей І — Василь Іванчук, (Хогевен, Нідерланди)  | —, коловий турнір                            | 2732 (+ 0,6)     | 3 з 6, фінал 2 з 2 в бліці | 1 (2 бліц) | 1 (0 бліц) | 4 (0 бліц) | 2812        | Gold                            | 2              | В.Іванчук          |
| 26.11.2017 — 27.11.2017 | Kings Tournament, Медіаш                            | XVIII (2684), швидкі шахи, двоколовий турнір | 2799             | 4 з 6                      | 2          | 0          | 4          | 2813        | Gold                            | 4              | В.Іванчук          |
| 28.11.2017              | Kings Tournament, Медіаш                            | XVIII (2699), бліц, коловий турнір (4 кола)  | 2767             | 9½ з 12                    | 8          | 1          | 3          | 2997        | Gold                            | 4              | В.Іванчук          |
| 10.12.2017 — 11.12.2017 | Другі Елітні Інтелектуальні Ігри IMSA, (Хуаянь)     | XX (2747), швейцарська система, рапід        | 2796             | 3 з 7                      | 1          | 2          | 4          | 2683        | 9                               | 12             | Дмитро Андрєйкін   |
| 12.12.2017 — 13.12.2017 | Другі Елітні Інтелектуальні Ігри IMSA, (Хуаянь)     | XXI (2766), коловий турнір, бліц             | 2815             | 11 з 22                    | 9          | 9          | 4          | —           | 5                               | 12             | Владислав Артєм'єв |
| 14.12.2017 — 15.12.2017 | Другі Елітні Інтелектуальні Ігри IMSA, (Хуаянь)     | , швейцарська система, баску                 | 2796             | 2 з 10                     | 1          | 7          | 2          | 2517        | 11                              | 12             | Олександр Грищук   |
| 26.12.2017 — 28.12.2017 | Чемпіонат світу зі швидких шахів (Ер-Ріяд)          | -, швейцарська система                       | 2796 (-92)       | 6½ з 15                    | 3          | 5          | 7          | 2552        | 98                              | 134            | Вішванатан Ананд   |
| 29.12.2017 — 30.12.2017 | Чемпіонат світу з бліцу (Ер-Ріяд)                   | -, швейцарська система                       | 2815 (-99)       | 11 з 21                    | 6          | 7          | 8          | 2626        | 59                              | 138            | Магнус Карлсен     |

### 2018 рік
| Дата                    | Назва турніру та місце проведення                      | Категорія                  | Рейтинг Іванчука | Результат | + | − | = | Performance | Місце  | К-ть учасників | Переможець           |
| ----------------------- | ------------------------------------------------------ | -------------------------- | ---------------- | --------- | - | - | - | ----------- | ------ | -------------- | -------------------- |
| 23.01.2018 — 01.02.2018 | Gibraltar Chess Festival (Гібралтар)                   | —, швейцарська система     | 2726 (-12,0)     | 6,5 з 10  | 5 | 2 | 3 | 2619        | 35     | 276            | Левон Аронян         |
| 16.03.2018 — 28.03.2018 | Батумі, Чемпіонат Європи                               | —, швейцарська система     | 2713 (-5,2)      | 7 з 11    | 6 | 3 | 2 | 2675        | 36     | 302            | Іван Шаріч           |
| 1.07.2018 — 06.07.2018  | Єрусалим, 4-й меморіал Гідеона Яфета (швидкі шахи)     | —, двоколова система       | 2682             | 5 з 10    | 2 | 2 | 6 | 2697        | Bronze | 6              | Ян Непомнящий        |
| 12.11.2018 — 23.11.2018 | Загреб, міжнародний турнір                             | XVI (2636), коловий турнір | 2714 (+2,7)      | 7 з 11    | 4 | 1 | 6 | 2675        | Bronze | 12             | Башкаран Адгібан     |
| 14.12.2018 — 23.12.2018 | Сіджас, «V Sunway Sitges International Chess Festival» | —, швейцарська система     | 2717 (-3,7)      | 7½ з 10   | 6 | 1 | 3 | 2610        | 8      | 183            | Альвар Алонсо Росель |

### 2019 рік
| Дата                    | Назва турніру та місце проведення                       | Категорія                     | Рейтинг Іванчука | Результат | + | − | = | Performance | Місце                            | К-ть учасників | Переможець         |
| ----------------------- | ------------------------------------------------------- | ----------------------------- | ---------------- | --------- | - | - | - | ----------- | -------------------------------- | -------------- | ------------------ |
| 22.01.2019 — 31.01.2019 | Gibraltar Chess Festival (Гібралтар)                    | —, швейцарська система        | 2713 (-15,1)     | 6 з 10    | 3 | 1 | 6 | 2586        | 51                               | 252            | Владислав Артєм'єв |
| 02.03.2019 — 10.03.2019 | Spring Chess Classic A (Сент-Луїс)                      | —, колова система             | 2698 (-21,2)     | 3 з 9     | 0 | 3 | 6 | 2526        | 10                               | 10             | Джеффрі Сюн        |
| 03.05.2019 — 13.05.2019 | Меморіал Капабланки (Гавана)                            | XVI (2640), двоколовий турнір | 2677 (+14,0)     | 7 з 10    | 5 | 1 | 4 |             | Gold                             | 6              | Василь Іванчук     |
| 23.10.2019 — 02.11.2019 | Командний чемпіонат Європи (Батумі)                     | круговий турнір               | 2686             | 5½ з 9    | 3 | 1 | 5 | 2771        | — командне ( — на першій шах-ці) | 40 збірних     | Росія              |
| 19.11.2019 — 30.11.2019 | «Турнір миру» (Загреб)                                  | круговий турнір               | 2679 (+11,5)     | 7½ з 11   | 4 | 0 | 7 | 2754        | Gold                             | 12             | Василь Іванчук     |
| 13.12.2018 — 22.12.2019 | Сіджас, «VI Sunway Sitges International Chess Festival» | —, швейцарська система        | 2690 (-4,0)      | 7 з 10    | 5 | 1 | 4 | 2631        | 16                               | 307            | Антон Коробов      |

### 2020 рік
| Дата                    | Назва турніру та місце проведення    | Категорія              | Рейтинг Іванчука | Результат | + | − | = | Performance | Місце | К-ть учасників | Переможець    |
| ----------------------- | ------------------------------------ | ---------------------- | ---------------- | --------- | - | - | - | ----------- | ----- | -------------- | ------------- |
| 21.01.2020 — 30.01.2020 | Gibraltar Chess Festival (Гібралтар) | —, швейцарська система | 2698 (-18,8)     | 6 з 10    | 4 | 2 | 4 | 2535        | 51    | 250            | Давид Паравян |

## Динаміка зміни рейтингу серед 100 найкращих шахістів
| Рейтинг Василя Іванчука       | Рейтинг Василя Іванчука | Рейтинг Василя Іванчука | Рейтинг Василя Іванчука | Рейтинг Василя Іванчука | Рейтинг Василя Іванчука |
| Дата                          | Рейтинг                 | Зміна                   | Місце в рейтингу        | Вік                     |                         |
| ----------------------------- | ----------------------- | ----------------------- | ----------------------- | ----------------------- | ----------------------- |
| Січень 1988                   | 2535                    |                         | 75                      | 18 років, 9 місяців     |                         |
| Липень 1988                   | 2625                    | +90                     | 10                      | 19 років, 3 місяці      |                         |
| Січень 1989                   | 2635                    | +10                     | 6                       | 19 років, 9 місяців     |                         |
| Липень 1989                   | 2660                    | +20                     | 3                       | 20 років, 3 місяці      |                         |
| Січень 1990                   | 2665                    | +5                      | 4                       | 20 років, 9 місяців     |                         |
| Липень 1990                   | 2680                    | +15                     | 3                       | 21 рік, 3 місяці        |                         |
| Січень 1991                   | 2695                    | +15                     | 4                       | 21 рік, 9 місяців       |                         |
| Липень 1991                   | 2735                    | +40                     | 2                       | 22 роки, 3 місяці       |                         |
| Січень 1992                   | 2720                    | - 15                    | 3                       | 22 роки, 9 місяців      |                         |
| Липень 1992                   | 2720                    | 0                       | 2                       | 23 роки, 3 місяці       |                         |
| Січень 1993                   | 2710                    | - 10                    | 3                       | 23 роки, 9 місяців      |                         |
| Липень 1993                   | 2705                    | - 5                     | 5                       | 24 роки, 3 місяці       |                         |
| Січень 1994                   | 2710                    | +5                      | 4                       | 24 роки, 9 місяців      |                         |
| Липень 1994                   | 2695                    | - 15                    | 6                       | 25 років, 3 місяці      |                         |
| Січень 1995                   | 2700                    | +5                      | 8                       | 25 років, 9 місяців     |                         |
| Липень 1995                   | 2740                    | +40                     | 3                       | 26 років, 3 місяці      |                         |
| Січень 1996                   | 2735                    | - 5                     | 4                       | 26 років, 9 місяців     |                         |
| Липень 1996                   | 2730                    | - 5                     | 7                       | 27 років, 3 місяці      |                         |
| Січень 1997                   | 2740                    | +10                     | 4                       | 27 років, 9 місяців     |                         |
| Липень 1997                   | 2725                    | - 15                    | 6                       | 28 років, 3 місяці      |                         |
| Січень 1998                   | 2740                    | +15                     | 4                       | 28 років, 9 місяців     |                         |
| Липень 1998                   | 2730                    | - 10                    | 4                       | 29 років, 3 місяці      |                         |
| Січень 1999                   | 2714                    | - 16                    | 7                       | 29 років, 9 місяців     |                         |
| Липень 1999                   | 2702                    | - 12                    | 9                       | 30 років, 3 місяці      |                         |
| Січень 2000                   | 2709                    | +7                      | 9                       | 30 років, 9 місяців     |                         |
| Липень 2000                   | 2719                    | +10                     | 8                       | 31 рік, 3 місяці        |                         |
| Жовтень 2000                  | 2716                    | - 3                     | 8                       | 31 рік, 6 місяців       |                         |
| Січень 2001                   | 2717                    | + 1                     | 9                       | 31 рік, 9 місяців       |                         |
| Квітень 2001                  | 2731                    | +14                     | 6                       | 32 роки                 |                         |
| Липень 2001                   | 2731                    | 0                       | 6                       | 32 роки, 3 місяці       |                         |
| Жовтень 2001                  | 2731                    | 0                       | 7                       | 32 роки, 6 місяців      |                         |
| Січень 2002                   | 2717                    | - 14                    | 8                       | 32 роки, 9 місяців      |                         |
| Квітень 2002                  | 2711                    | - 6                     | 9                       | 33 роки                 |                         |
| Липень 2002                   | 2711                    | 0                       | 10                      | 33 роки, 3 місяці       |                         |
| Жовтень 2002                  | 2709                    | - 2                     | 9                       | 33 роки, 6 місяців      |                         |
| Січень 2003                   | 2699                    | - 10                    | 15                      | 33 роки, 9 місяців      |                         |
| Квітень 2003                  | 2704                    | +5                      | 12                      | 34 роки                 |                         |
| Липень 2003                   | 2710                    | +6                      | 12                      | 34 роки, 3 місяці       |                         |
| Жовтень 2003                  | 2710                    | 0                       | 13                      | 34 роки, 6 місяців      |                         |
| Січень 2004                   | 2716                    | +6                      | 13                      | 34 роки, 9 місяців      |                         |
| Квітень 2004                  | 2716                    | 0                       | 12                      | 35 років                |                         |
| Липень 2004                   | 2715                    | - 1                     | 12                      | 35 років, 3 місяці      |                         |
| Жовтень 2004                  | 2705                    | - 10                    | 14                      | 35 років, 6 місяців     |                         |
| Січень 2005                   | 2711                    | +6                      | 12                      | 35 років, 9 місяців     |                         |
| Квітень 2005                  | 2739                    | +28                     | 6                       | 36 років                |                         |
| Липень 2005                   | 2752                    | +13                     | 5                       | 36 років, 3 місяці      |                         |
| Жовтень 2005                  | 2748                    | - 4                     | 5                       | 36 років, 6 місяців     |                         |
| Січень 2006                   | 2729                    | - 19                    | 8                       | 36 років, 9 місяців     |                         |
| Квітень 2006                  | 2731                    | +2                      | 7                       | 37 років                |                         |
| Липень 2006                   | 2734                    | +3                      | 7                       | 37 років, 3 місяці      |                         |
| Жовтень 2006                  | 2741                    | +7                      | 6                       | 37 років, 6 місяців     |                         |
| Січень 2007                   | 2750                    | +9                      | 5                       | 37 років, 9 місяців     |                         |
| Квітень 2007                  | 2729                    | - 21                    | 12                      | 38 років                |                         |
| Липень 2007                   | 2762                    | +33                     | 4                       | 38 років, 3 місяці      |                         |
| Жовтень 2007                  | 2787                    | +25                     | 2                       | 38 років, 6 місяців     |                         |
| Січень 2008                   | 2751                    | - 36                    | 9                       | 38 років, 9 місяців     |                         |
| Квітень 2008                  | 2740                    | - 11                    | 11                      | 39 років                |                         |
| Липень 2008                   | 2781                    | +41                     | 4                       | 39 років, 3 місяці      |                         |
| Жовтень 2008                  | 2786                    | +5                      | 3                       | 39 років, 6 місяців     |                         |
| Січень 2009                   | 2779                    | - 7                     | 3                       | 39 років, 9 місяців     |                         |
| Квітень 2009                  | 2746                    | - 33                    | 12                      | 40 років                |                         |
| Липень 2009                   | 2703                    | - 43                    | 29                      | 40 років, 3 місяці      |                         |
| Вересень 2009                 | 2756                    | +53                     | 8                       | 40 років, 5 місяців     |                         |
| Листопад 2009                 | 2739                    | - 17                    | 12                      | 40 років, 7 місяців     |                         |
| Січень 2010                   | 2749                    | +10                     | 8                       | 40 років, 9 місяців     |                         |
| Березень 2010                 | 2748                    | - 1                     | 11                      | 40 років, 11 місяців    |                         |
| Травень 2010                  | 2741                    | - 7                     | 11                      | 41 рік, 1 місяць        |                         |
| Липень 2010                   | 2739                    | - 2                     | 12                      | 41 рік, 3 місяці        |                         |
| Вересень 2010                 | 2754                    | +15                     | 9                       | 41 рік, 5 місяців       |                         |
| Листопад 2010                 | 2764                    | +10                     | 7                       | 41 рік, 7 місяців       |                         |
| Січень 2011                   | 2764                    | 0                       | 9                       | 41 рік, 9 місяців       |                         |
| Березень 2011                 | 2779                    | +15                     | 5                       | 41 рік, 11 місяців      |                         |
| Травень 2011                  | 2776                    | - 3                     | 5                       | 42 роки, 1 місяць       |                         |
| Липень 2011                   | 2768                    | - 8                     | 6                       | 42 роки, 3 місяці       |                         |
| Вересень 2011                 | 2765                    | - 3                     | 7                       | 42 роки, 5 місяців      |                         |
| Листопад 2011                 | 2775                    | +10                     | 6                       | 42 роки, 7 місяців      |                         |
| Січень 2012                   | 2766                    | - 9                     | 8                       | 42 роки, 9 місяців      |                         |
| Березень 2012                 | 2764                    | - 2                     | 10                      | 42 роки, 11 місяців     |                         |
| Травень 2012                  | 2764                    | 0                       | 10                      | 43 роки, 1 місяць       |                         |
| Липень 2012                   | 2769                    | +5                      | 10                      | 43 роки, 3 місяці       |                         |
| Серпень 2012                  | 2769                    | 0                       | 10                      | 43 роки, 4 місяці       |                         |
| Вересень 2012                 | 2769                    | 0                       | 9                       | 43 роки, 5 місяців      |                         |
| Жовтень 2012                  | 2771                    | +2                      | 9                       | 43 роки, 6 місяців      |                         |
| Листопад 2012                 | 2763                    | — 8                     | 11                      | 43 роки, 7 місяців      |                         |
| Грудень 2012                  | 2766                    | +3                      | 9                       | 43 роки, 8 місяців      |                         |
| Січень 2013                   | 2758                    | — 8                     | 13                      | 43 роки, 9 місяців      |                         |
| Лютий 2013                    | 2758                    | — 8                     | 11                      | 43 роки, 10 місяців     |                         |
| Березень 2013                 | 2757                    | — 1                     | 13                      | 43 роки, 11 місяців     |                         |
| Квітень 2013                  | 2758                    | 0                       | 13                      | 44 роки                 |                         |
| Травень 2013                  | 2755                    | — 3                     | 12                      | 44 роки 1 місяць        |                         |
| Червень 2013                  | 2753                    | — 2                     | 13                      | 44 роки 2 місяці        |                         |
| Липень 2013                   | 2733                    | — 20                    | 22                      | 44 роки 3 місяці        |                         |
| Серпень 2013                  | 2731                    | — 2                     | 22                      | 44 роки 4 місяці        |                         |
| Вересень 2013                 | 2731                    | 0                       | 22                      | 44 роки 5 місяців       |                         |
| Жовтень 2013                  | 2733                    | +2                      | 19                      | 44 роки 6 місяців       |                         |
| Листопад 2013                 | 2731                    | — 2                     | 22                      | 44 роки 7 місяців       |                         |
| Грудень 2013                  | 2731                    | 0                       | 22                      | 44 роки 8 місяців       |                         |
| Січень 2014                   | 2739                    | +8                      | 16                      | 44 роки 9 місяців       |                         |
| Лютий 2014                    | 2739                    | 0                       | 17                      | 44 роки 10 місяців      |                         |
| Березень 2014                 | 2753                    | +14                     | 14                      | 44 роки 11 місяців      |                         |
| Квітень 2014                  | 2753                    | 0                       | 16                      | 45 років                |                         |
| Травень 2014                  | 2753                    | 0                       | 15                      | 45 років 1 місяць       |                         |
| Червень 2014                  | 2738                    | -15                     | 19                      | 45 років 2 місяці       |                         |
| Липень 2014                   | 2735                    | -3                      | 21                      | 45 років 3 місяці       |                         |
| Серпень 2014                  | 2744                    | +9                      | 17                      | 45 років 4 місяці       |                         |
| Вересень 2014                 | 2726                    | -18                     | 25                      | 45 років 5 місяців      |                         |
| Жовтень 2014                  | 2726                    | 0                       | 24                      | 45 років 6 місяців      |                         |
| Листопад 2014                 | 2726                    | 0                       | 25                      | 45 років 7 місяців      |                         |
| Грудень 2014                  | 2715                    | -11                     | 34                      | 45 років 8 місяців      |                         |
| Січень 2015                   | 2715                    | 0                       | 33                      | 45 років 9 місяців      |                         |
| Лютий 2015                    | 2731                    | +16                     | 23                      | 45 років 10 місяців     |                         |
| Березень 2015                 | 2731                    | 0                       | 23                      | 45 років 11 місяців     |                         |
| Квітень 2015                  | 2731                    | 0                       | 26                      | 46 років                |                         |
| Травень 2015                  | 2733                    | +2                      | 27                      | 46 років 1 місяць       |                         |
| Червень 2015                  | 2733                    | 0                       | 26                      | 46 років 2 місяці       |                         |
| Липень 2015                   | 2728                    | -5                      | 27                      | 46 років 3 місяці       |                         |
| Серпень 2015                  | 2726                    | -2                      | 26                      | 46 років 4 місяці       |                         |
| Вересень 2015                 | 2726                    | 0                       | 27                      | 46 років 5 місяців      |                         |
| Жовтень 2015                  | 2726                    | 0                       | 27                      | 46 років 6 місяців      |                         |
| Листопад 2015                 | 2720                    | -6                      | 32                      | 46 років 7 місяців      |                         |
| Грудень 2015                  | 2710                    | -10                     | 37                      | 46 років 8 місяців      |                         |
| Січень 2016                   | 2710                    | 0                       | 36                      | 46 років 9 місяців      |                         |
| Лютий 2016                    | 2710                    | 0                       | 35                      | 46 років 10 місяців     |                         |
| Березень 2016                 | 2710                    | 0                       | 38                      | 46 років 11 місяців     |                         |
| Квітень 2016                  | 2710                    | 0                       | 35                      | 47 років                |                         |
| Травень 2016                  | 2710                    | 0                       | 36                      | 47 років 1 місяць       |                         |
| Червень 2016                  | 2710                    | 0                       | 39                      | 47 років 2 місяці       |                         |
| Липень 2016                   | 2728                    | +18                     | 29                      | 47 років 3 місяці       |                         |
| Серпень 2016                  | 2723                    | -5                      | 30                      | 47 років 4 місяці       |                         |
| Вересень 2016                 | 2722                    | -1                      | 31                      | 47 років 5 місяців      |                         |
| Жовтень 2016                  | 2722                    | 0                       | 31                      | 47 років 6 місяців      |                         |
| Листопад 2016                 | 2733                    | +11                     | 23                      | 47 років 7 місяців      |                         |
| Грудень 2016                  | 2747                    | +16                     | 20                      | 47 років 8 місяців      |                         |
| Січень 2017                   | 2752                    | +5                      | 16                      | 47 років 9 місяців      |                         |
| Лютий 2017                    | 2751                    | -1                      | 15                      | 47 років 10 місяців     |                         |
| Березень 2017                 | 2732                    | -19                     | 24                      | 47 років 11 місяців     |                         |
| Квітень 2017                  | 2732                    | 0                       | 25                      | 48 років                |                         |
| Травень 2017                  | 2738                    | +6                      | 23                      | 48 років 1 місяць       |                         |
| Червень 2017                  | 2738                    | 0                       | 19                      | 48 років 2 місяці       |                         |
| Липень 2017                   | 2729                    | -9                      | 27                      | 48 років 3 місяці       |                         |
| Серпень 2017                  | 2728                    | -1                      | 30                      | 48 років 4 місяці       |                         |
| Вересень 2017                 | 2727                    | -1                      | 32                      | 48 років 5 місяців      |                         |
| Жовтень 2017                  | 2732                    | +5                      | 27                      | 48 років 6 місяців      |                         |
| Листопад 2017                 | 2729                    | -3                      | 28                      | 48 років 7 місяців      |                         |
| Грудень 2017                  | 2726                    | -3                      | 28                      | 48 років 8 місяців      |                         |
| Січень 2018                   | 2726                    | 0                       | 27                      | 48 років 9 місяців      |                         |
| Лютий 2018                    | 2731                    | +5                      | 27                      | 48 років 10 місяців     |                         |
| Березень 2018                 | 2713                    | -18                     | 35                      | 48 років 11 місяців     |                         |
| Квітень 2018                  | 2708                    | -5                      | 32                      | 49 років                |                         |
| Травень 2018                  | 2708                    | 0                       | 34                      | 49 років 1 місяць       |                         |
| Червень 2018                  | 2710                    | +2                      | 33                      | 49 років 2 місяці       |                         |
| Липень 2018                   | 2710                    | 0                       | 36                      | 49 років 3 місяці       |                         |
| Серпень 2018                  | 2710                    | 0                       | 37                      | 49 років 4 місяці       |                         |
| Вересень 2018                 | 2710                    | 0                       | 38                      | 49 років 5 місяців      |                         |
| Жовтень 2018                  | 2710                    | 0                       | 37                      | 49 років 6 місяців      |                         |
| Листопад 2018                 | 2714                    | +4                      | 33                      | 49 років 7 місяців      |                         |
| Грудень 2018                  | 2717                    | +3                      | 33                      | 49 років 8 місяців      |                         |
| Січень 2019                   | 2713                    | -4                      | 34                      | 49 років 9 місяців      |                         |
| Лютий 2019                    | 2713                    | 0                       | 33                      | 49 років 10 місяців     |                         |
| Березень 2019                 | 2698                    | -15                     | 44                      | 49 років 11 місяців     |                         |
| Квітень 2019                  | 2677                    | -22                     | 64                      | 50 років                |                         |
| Травень 2019                  | 2677                    | 0                       | 66                      | 50 років 1 місяць       |                         |
| Червень 2019                  | 2691                    | +14                     | 45                      | 50 років 2 місяці       |                         |
| Липень 2019                   | 2684                    | -7                      | 57                      | 50 років 3 місяці       |                         |
| Серпень 2019                  | 2686                    | +2                      | 49                      | 50 років 4 місяці       |                         |
| Вересень 2019                 | 2686                    | 0                       | 50                      | 50 років 5 місяців      |                         |
| Жовтень 2019                  | 2686                    | 0                       | 51                      | 50 років 6 місяців      |                         |
| Листопад 2019                 | 2679                    | -7                      | 56                      | 50 років 7 місяців      |                         |
| Грудень 2019                  | 2690                    | +11                     | 45                      | 50 років 8 місяців      |                         |
| Січень 2020                   | 2698                    | +8                      | 38                      | 50 років 9 місяців      |                         |
| Лютий 2020                    | 2698                    | 0                       | 37                      | 50 років 10 місяців     |                         |
| Березень 2020                 | 2678                    | -20                     | 55                      | 50 років 11 місяців     |                         |
| Квітень 2020                  | 2678                    | 0                       | 59                      | 51 рік                  |                         |
| Травень 2020                  | 2678                    | 0                       | 59                      | 51 рік 1 місяць         |                         |
| Червень 2020                  | 2678                    | 0                       | 59                      | 51 рік 2 місяці         |                         |
| * жирним — новий пік рейтингу |                         |                         |                         |                         |                         |

## Відомі партії

### Жертви ферзя
- Іванчук — Широв [Архівовано 18 травня 2018 у Wayback Machine.], Вейк-ан-Зеє, 1996.
- Іванчук — Карякін [Архівовано 18 травня 2018 у Wayback Machine.], Амбер-турнір, Ніцца, 2008.
- Іванчук — Джобава [Архівовано 18 травня 2018 у Wayback Machine.], шахова олімпіада, Ханти-Мансійськ, 2010.

### Інші
| Білі              | Рез | Чорні             | Рік           | Примітки                                                                              |
| ----------------- | --- | ----------------- | ------------- | ------------------------------------------------------------------------------------- |
| GM Василь Іванчук | 1:0 | GM Гаррі Каспаров | Лінарес, 1991 | Безсмертна партія Іванчука, 9-й міжнародний шаховий турнір у місті Лінарес            |
| GM Василь Іванчук | ½:½ | GM Патрік Вольф   | Біль, 1993    | Перші 36 ходів було використано в якості фінальної партії у серіалі «Ферзевий гамбіт» |
| GM Василь Іванчук | 1:0 | FM Максим Омарієв | 2021          | Інтернет-партія, бліц. Чорні зіграли «Кіготь бобра»                                   |

## Державні нагороди України
- Орден князя Ярослава Мудрого IV ст. (23 серпня 2011) — за значний особистий внесок у становлення незалежності України, утвердження її суверенітету та міжнародного авторитету, заслуги у державотворчій, соціально-економічній, науково-технічній, культурно-освітній діяльності, сумлінне та бездоганне служіння Українському народові[129]
- Орден князя Ярослава Мудрого V ст. (16 січня 2009) — за вагомий особистий внесок у справу консолідації українського суспільства, розбудову демократичної, соціальної і правової держави та з нагоди Дня Соборності України[130]
- Повний кавалер ордена «За заслуги»:
  - Орден «За заслуги» I ст. (4 листопада 2004) — за перемогу на 36-й Всесвітній шаховій Олімпіаді 2004 року в Іспанії, вагомий особистий внесок у піднесення міжнародного спортивного авторитету України[131]
  - Орден «За заслуги» II ст. (24 січня 2002) — за досягнення високих результатів на чемпіонаті світу з шахів (м. Москва, 2001—2002 рр.), вагомий внесок у зміцнення міжнародного спортивного авторитету України[132]
  - Почесна відзнака Президента України (18 грудня 1992) — за досягнення видатних спортивних результатів на всесвітніх шахових олімпіадах та чемпіонатах Європи, особистий вклад в утвердження авторитету України на світовій спортивній арені[133][134]
- Відзнака Президента України — ювілейна медаль «20 років незалежності України» (19 серпня 2011) — за значний особистий внесок у соціально-економічний, науково-технічний та культурно-освітній розвиток Української держави, вагомі трудові здобутки та багаторічну сумлінну працю[135]

## Зміни рейтингу
| На цьому місці має відображатися графік чи діаграма, однак з технічних причин його відображення наразі вимкнено. Будь ласка, не видаляйте код, який викликає це повідомлення. Розробники вже працюють для того, щоби відновити штатне функціонування цього графіка або діаграми. | |
| | На цьому місці має відображатися графік чи діаграма, однак з технічних причин його відображення наразі вимкнено. Будь ласка, не видаляйте код, який викликає це повідомлення. Розробники вже працюють для того, щоби відновити штатне функціонування цього графіка або діаграми. |